# Munkiella
Munkiella es un género de foraminífero bentónico considerado un sinónimo posterior de Stomoloculina de la subfamilia Elphidiinae, de la familia Elphidiidae, de la superfamilia Rotalioidea, del suborden Rotaliina y del orden Rotaliida. Su especie tipo era Munkiella lingulata. Su rango cronoestratigráfico abarcaba el Holoceno.

## Clasificación
Munkiella incluía a la siguiente especie:
- Munkiella lingulata